# Martin Stráník
Martin Stráník (Choceň, Checoslovaquia, 8 de marzo de 1990) es un deportista checo que compitió en escalada. Ganó una medalla de plata en el Campeonato Mundial de Escalada de 2007, en la prueba de bloques.

## Palmarés internacional
| Campeonato Mundial | Campeonato Mundial | Campeonato Mundial | Campeonato Mundial |
| Año                | Lugar              | Medalla            | Prueba             |
| ------------------ | ------------------ | ------------------ | ------------------ |
| 2007               | Avilés (España)    | Medalla de plata   | Bloques            |